# Йодлова (гміна)
Гміна Йодлова (пол. Gmina Jodłowa) — сільська гміна у східній Польщі. Належить до Дембицького повіту Підкарпатського воєводства.
Станом на 31 грудня 2011 у гміні проживало 5453 особи.

## Територія
Згідно з даними за 2007 рік площа гміни становила 59.86 км², у тому числі:
- орні землі: 69.00%
- ліси: 21.00%

Таким чином, площа гміни становить 7.71% площі повіту.

## Населення
Станом на 31 грудня 2011:
| Опис     | Загалом | Загалом | Чоловіки | Чоловіки | Жінки | Жінки |
| -------- | ------- | ------- | -------- | -------- | ----- | ----- |
| одиниця  | осіб    | %       | осіб     | %        | осіб  | %     |
| все      | 5453    | 100     | 2774     | 50.87    | 2679  | 49.13 |
| міське   | 0       | 100     | 0        |          | 0     |       |
| сільське | 5453    | 100     | 2774     | 50.87    | 2679  | 49.13 |

## Сусідні гміни
Гміна Йодлова межує з такими гмінами: Бжиська, Бжостек, Пільзно, Риґліце, Шежини.